# Siegfried Theiss
Pour les articles homonymes, voir Theiss .
Siegfried Theiss (ou Theiß), né le 17 novembre 1882 à Presbourg, en Autriche-Hongrie (actuellement Bratislava en Slovaquie) et mort le 24 janvier 1963 à Vienne (Autriche), est un architecte autrichien.

## Biographie
Son travail a fait partie du concours d'art dans la section architecture aux Jeux olympiques d'été de 1948.